# Perros-Guirec
Perros-Guirec is een Franse gemeente in het departement Côtes-d'Armor. Het ligt in het noorden van Bretagne aan de Atlantische Oceaan, aan dezelfde baai als Louannec en er zijn stranden. De eilandengroep Les Sept Îles hoort tot het grondgebied van de gemeente. Dat is een belangrijk vogelreservaat. De kust bij Perros-Guirec wordt de Côte de granit rose genoemd. Er lopen verschillende wandelpaden, waaronder de GR34. De gemeente telde 7.260 inwoners op 1 januari 2022.
Er worden ieder jaar op 15 augustus religieuze processies gehouden, dat zijn de Pardons, en er worden feesten met Bretonse klederdracht georganiseerd, de Fest-Noz. 

## Geografie
De oppervlakte van Perros-Guirec bedroeg op 1 januari 2022 14,16 vierkante kilometer; de bevolkingsdichtheid was toen 512,7 inwoners per km².
De onderstaande kaart toont de ligging van Perros-Guirec met de belangrijkste infrastructuur en aangrenzende gemeenten.

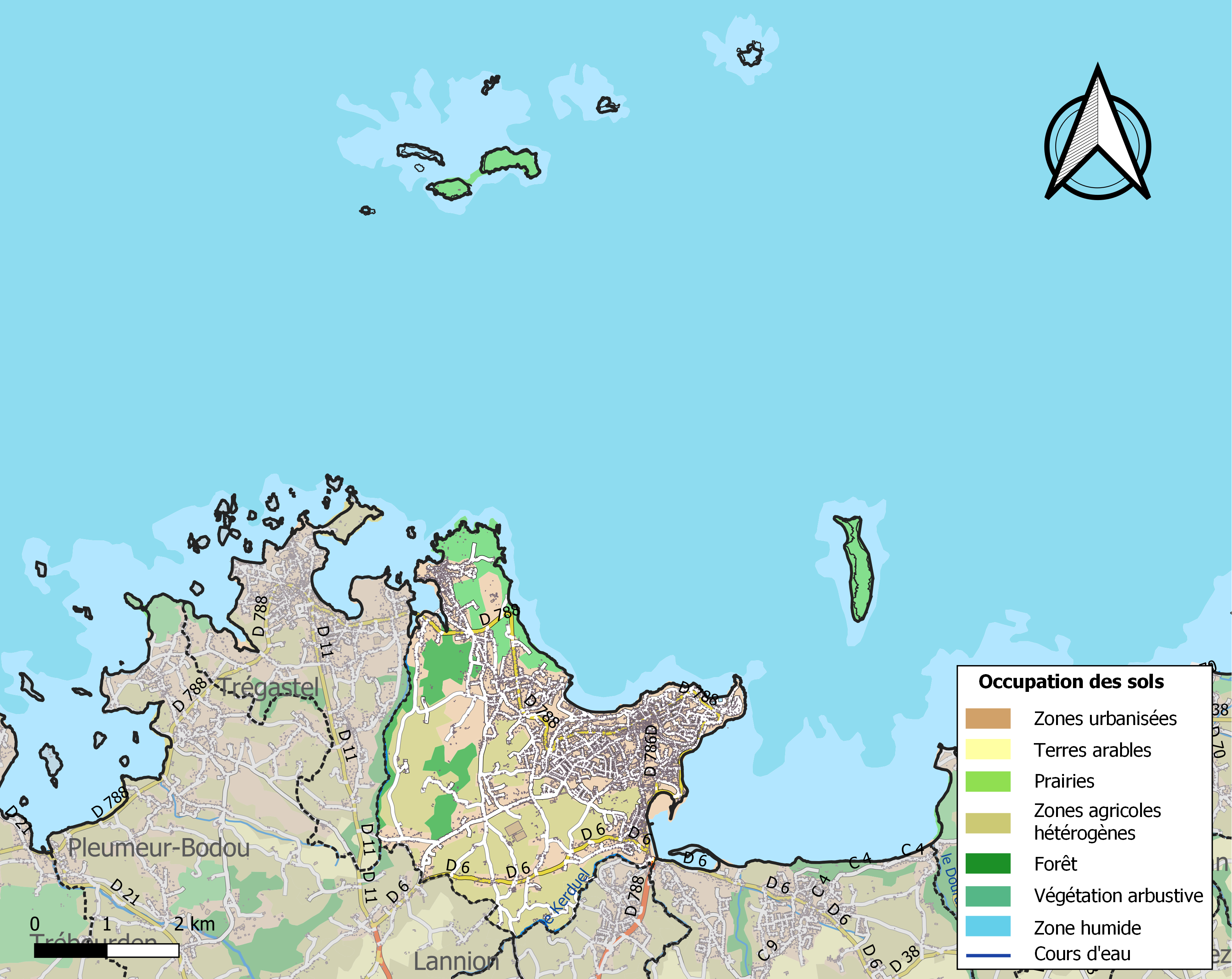

## Demografie
Onderstaande figuur toont het verloop van het inwonertal, bron: INSEE-tellingen. 

## Sport
Perros-Guirec was twee keer etappeplaats in de wielerkoers Ronde van Frankrijk. Er startte in 1995 en in 2021 een etappe. 

## Stedenband
- Teignmouth
- Barr
- Quintin